# Achille Cutrera
Achille Leonardo Cutrera (Milano, 24 aprile 1929 – Milano, 10 ottobre 2018) è stato un politico italiano.

## Biografia
Laureato in Giurisprudenza, svolge la professione di avvocato e insegna all'Università Statale di Milano. È stato anche presidente e vicepresidente del Parco del Ticino fondato nel 1974.
Viene eletto senatore per la prima volta nel 1987 con il Partito Socialista Italiano, è rieletto anche nella successiva legislatura nel 1992. Ha fatto parte delle seguenti commissioni parlamentari: finanze e tesoro; territorio, ambiente, beni ambientali.
È stato sottosegretario di Stato per i Lavori Pubblici nel governo dell'ex Presidente delle Repubblica Carlo Azeglio Ciampi (dal 7 maggio 1993 al 9 maggio 1994).
È deceduto all'età di 89 anni a Milano il 10 ottobre 2018.

## Opere
- Verso l'Italia unita. Viaggio di un giurista tra cronaca e storia, Milano, Giuffrè Editore, 2011, ISBN 9788814156120.[2]